# Жилюте, Диана
Диана Жилюте (лит. Diana Žiliūtė, род. 28 мая 1976, Ретавское самоуправление) — литовская профессиональная велогонщица международного класса, которая доминировала в женских шоссейных гонках в конце 1990-х годов.

## Биография
С 1983 по 1984 год Диана Жилюте училась в Жадвиняйской девятилетней школе, а с 1984 по 1988 годы — в Риетавской средней школе.
Она начала свою спортивную карьеру в возрасте 13 лет. В 1988—1990 годах Диана училась в Паневежской спортивной школе-интернате, с 1993 по 1995 — в Паневежской школе сельского хозяйства и гидромелиорации.

## Карьера
Она дебютировала в профессиональном велоспорте в середине 1990-х годов и привлекла внимание мировой общественности в 1994 году, когда стала чемпионкой мира по шоссейным гонкам среди юниоров. Поднялась на вершину женского велоспорта в 1998 году, когда выиграла две гонки Кубка мира, завоевала общий титул Кубка мира по и завершила сезон победой на чемпионате мира по шоссейным гонкам.
В следующем (1999) году ещё раз продемонстрировала своё мастерство, выиграв Гранд Букль феминин, одну из самых сложных многодневок в истории женских велогонок. В октябре 1999 года получила предупреждение от Международного союза велосипедистов (UCI) после допинг-теста, который выявил чрезмерное содержание кофеина.
В 2000 году снова выиграла Кубок мира, а также завоевала бронзовую медаль на летних Олимпийских играх в Сиднее. 
В последующие годы Жилюте выиграла множество шоссейных гонок и этапов туров.
С 1999 по 2009 год Диана Жилюте постоянно выступала в составе итальянской велокоманды Acca Due O, которая иногда выступала с литовской лицензией и несколько раз меняла свое название.
В ноябре 2009 года 33-летняя велогонщица объявила о завершении своей активной карьеры.

## Достижения
1992
7-я на Чемпионате мира по шоссейному велоспорту среди юниоров
1994
 Чемпионат мира UCI среди юниоров, групповая гонка
Гран-при Наций
 2-я на чемпионате мира по шоссейному велоспорту в командной гонке (с Расой Поликевичюте, Йолантой Поликевичюте и Людой Триабайте)
3-я на Tour du Finistère féminin
4-я на Чемпионате мира UCI среди юниоров, индивидуальная гонка
1995
2-я на Чемпионате Литвы по шоссейному велоспорту
1996
 Чемпионат Литвы по шоссейному велоспорту
7-й этап Джиро Донне
5-й этап Тура Сицилии
 2-я на Чемпионате Европы по шоссейному велоспорту
3-я на Трофее Альфредо Бинды — коммуны Читтильо
1997
 Чемпионат Европы по шоссейному велоспорту
1-й, 4-й и 6-й (индивидуальная гонка) этапы Джиро Донне
2-й этап Тура Вандеи
1998
 Чемпионат мира по шоссейным велогонкам, групповая гонка
Женский мировой шоссейный кубок UCI
 Чемпионат Европы по шоссейному велоспорту
Тур Роттердама
Монреаль Ворлд Кап
3-й этап Джиро Донне
3-й этап Women’s Challenge
 2-я на Чемпионат Европы по шоссейным велогонкам
2-я на Чемпионате Литвы по шоссейному велоспорту
2-я на Либерти Классик
2-я на Trofeo Citta di Schio
3-я на Трофи Интернешнл
3-я на Women’s Challenge
4-я на Чемпионат мира по шоссейным велогонкам, индивидуальная гонка
4-я на Гран-при Вильгельма Телля
1999
 Чемпионат Литвы по шоссейному велоспорту
Гранд Букль феминин: 
Генеральная классификация
4-й, 8-й (индивидуальная гонка) этапы и этап 12b (индивидуальная гонка)
Пролог 3-го этапа Тура Тюрингии
1-й и 5-й этапы Giro del Trentino Alto Adige-Südtirol
Трофей мамы и папы Бони
2-я на Туре Тюрингии
 3-я на Чемпионате мира по шоссейным велогонкам, групповая гонка
8-я на Чемпионате мира по шоссейным велогонкам, индивидуальная гонка
10-я на Монреаль Ворлд Кап
2000
Мировой рейтинг UCI по шоссейным велогонкам среди женщин
Женский мировой шоссейный кубок UCI
3-й этап Джиро Донне
3-й и 6-й этапы Women’s Challenge
Примавера Роза
Тур Наварры:
Генеральная классификация
1-й, 2-й, 3-й (индивидуальная гонка) и 4-й этапы
2-я на Либерти Классик
2-я на Women’s Challenge
 Бронзовая медаль в групповой гонке на летних Олимпийских играх в Сиднее
3-я на Монреаль Ворлд Кап
4-я на Флеш Валонь Фамм 2000
4-я на Гран-при Швейцарии
9-я на индивидуальной гонке на летних Олимпийских играх в Сиднее
2001
5-й этап Тура Тосканы
13-й этап Джиро Донне (индивидуальная гонка)
2-я на Холланд Ледис Тур
2-я на Джиро Донне
2-я на Туре Берна
3-я на Трофее Альфредо Бинды — комунны Читтильо
8-я на Чемпионате мира по шоссейным велогонкам, групповая гонка
9-я на Чемпионате мира по шоссейным велогонкам, индивидуальная гонка
2002
9-й этап Women’s Challenge
4-й этап Тура Миди-Пиренеи
Гран-при Кастеназо
2-я на Примавера Роза
3-я на Джиро Донне
2003
 Чемпионат Литвы по шоссейному велоспорту, индивидуальная гонка
Трофей Альфредо Бинды — комунны Читтильо
1-й, 2-й и 7-й этапы Холланд Ледис Тур
Тур Нюрнберга
3-й этап Tour du Grand Montréal
Гран-при Либерационе
2-я на Чемпионате Литвы по шоссейному велоспорту
2-я на Гран-при Ченто — Карневале д’Эуропа
10-я на Примавера Роза
2004
 Чемпионат Литвы по шоссейному велоспорту, групповая гонка
 Чемпионат Литвы по шоссейному велоспорту, индивидуальная гонка
Пролог 6-го этапа Джиро Донне
2006
 Чемпионат Литвы по шоссейному велоспорту, групповая гонка
Гран-при Либерационе
Пролог 1-го этапа Джиро ди Сан-Марино
Пролог, 1-й, 6-й, 7-й и 8-й этапы Рут де Франс феминин
2-я на Гран-при Ченто — Карневале д’Эуропа
2-я на Гран-при Бриссаго — Лаго-Маджоре
2-я на Кубок Лаги
2-я на Трофее Альфредо Бинды — комунны Читтильо
5-я на Гран-при Кастилии и Леона
8-я на Туре Роттердама
2007
1-й этап Tour Cycliste Féminin International de l'Ardèche
Тур Острова Принца Эдуарда:
Генеральная классификация
2-й этап (индивидуальная гонка)
4-й этап Giro della Toscana Int. Femminile – Memorial Michela Fanini
2008
3-я в 5-м этапе Tour Cycliste Féminin International de l'Ardèche
1-й, 3-й и 4-й этапы Гранд Букль феминин
Гран-при Ченто — Карневале д’Эуропа
2-я на Чемпионате Литвы по шоссейному велоспорту, индивидуальная гонка
3-я на Трофее Альфредо Бинды — комунны Читтильо
6-я на Чемпионате мира по шоссейным велогонкам, групповая гонка
2009
 Чемпионат Литвы по шоссейному велоспорту, индивидуальная гонка
Пролог Рут де Франс феминин
Трофи д’Ор:
Генеральная классификация
2-й, 3-й и 6-й этапы
Giro della Toscana Int. Femminile – Memorial Michela Fanini
2-я на Чемпионате Литвы по шоссейному велоспорту, групповая гонка
5-я на Чемпионате мира по шоссейным велогонкам, групповая гонка
9-я на Гран-при Плуэ — Бретань

### Статистика выступления наГранд-турах
| Гонка / Год          | 1993           | 1994           | 1995           | 1996           | 1997           | 1998           | 1999           | 2000           | 2001           | 2002           | 2003           | 2004           | 2005           | 2006           | 2007           | 2008           | 2009           |
| -------------------- | -------------- | -------------- | -------------- | -------------- | -------------- | -------------- | -------------- | -------------- | -------------- | -------------- | -------------- | -------------- | -------------- | -------------- | -------------- | -------------- | -------------- |
| Женский Тур де Франс | 15             | не проводилась | не проводилась | не проводилась | не проводилась | не проводилась | не проводилась | не проводилась | не проводилась | не проводилась | не проводилась | не проводилась | не проводилась | не проводилась | не проводилась | не проводилась | не проводилась |
| Гранд Букль феминин  | 42             | —              | 71             | —              | —              | —              | 1              | —              | —              | DNF            | —              | —              | —              | —              | —              | 6              | —              |
| Рут де Франс феминин | не проводилась | не проводилась | не проводилась | не проводилась | не проводилась | не проводилась | не проводилась | не проводилась | не проводилась | не проводилась | не проводилась | не проводилась | не проводилась | 8              | —              | —              | 13             |
| Тур де л'Од феминин  | 32             | 16             | 48             | 24             | —              | —              | —              | DNF            | —              | —              | —              | —              | —              | —              | —              | 35             | —              |
| Джиро д’Италия Донне | —              | 41             | 26             | 35             | 9              | DNF            | —              | DNF            | 3              | 3              | —              | 7              | —              | —              | 25             | —              | 16             |

## Рейтинги
| Год                 | 1998 | 1999 | 2000 | 2001 | 2002 | 2003 | 2004 | 2005 | 2006 | 2007 | 2008 | 2009 |
| ------------------- | ---- | ---- | ---- | ---- | ---- | ---- | ---- | ---- | ---- | ---- | ---- | ---- |
| Мировой рейтинг UCI | -    | -    | -    | -    | -    | -    | -    | -    | -    | -    | -    | 12-й |
| Мировой кубок UCI   | 1-й  | -    | 1-й  | -    | -    | 6-й  | -    | -    | -    | -    | -    | -    |
|                     |      |      |      |      |      |      |      |      |      |      |      |      |
| Источник: UCI       |      |      |      |      |      |      |      |      |      |      |      |      |

## Награды
- Командор ордена Великого князя Литовского Гядиминаса (1998)[3].
- Спортсмен года в Литве (1998).
- Великий офицер ордена Великого князя Литовского Гядиминаса (1999)[4].
- Кубок Президента Литовской Республики (2001)[5].

## Галерея

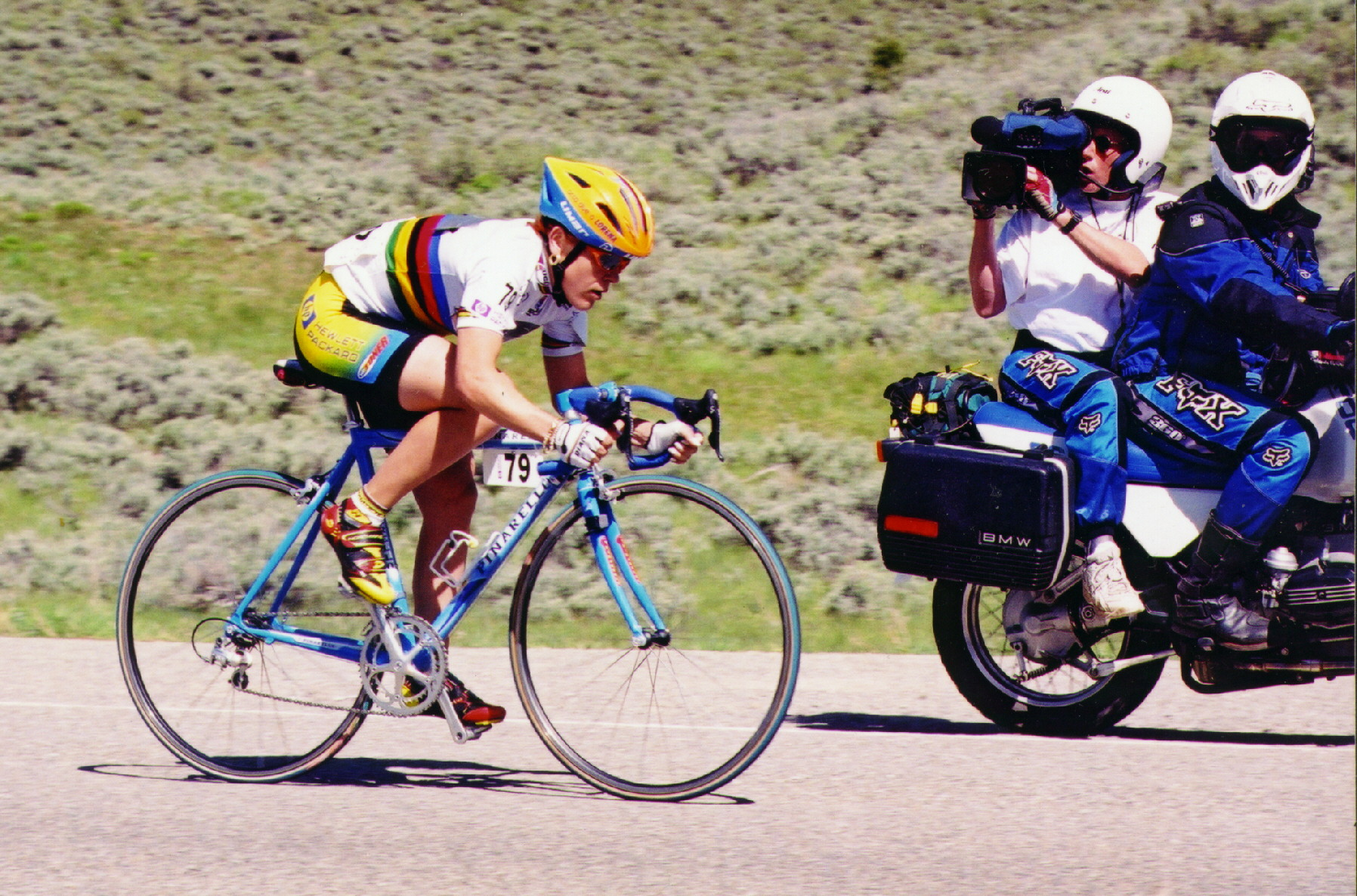
Индивидуальная гонка
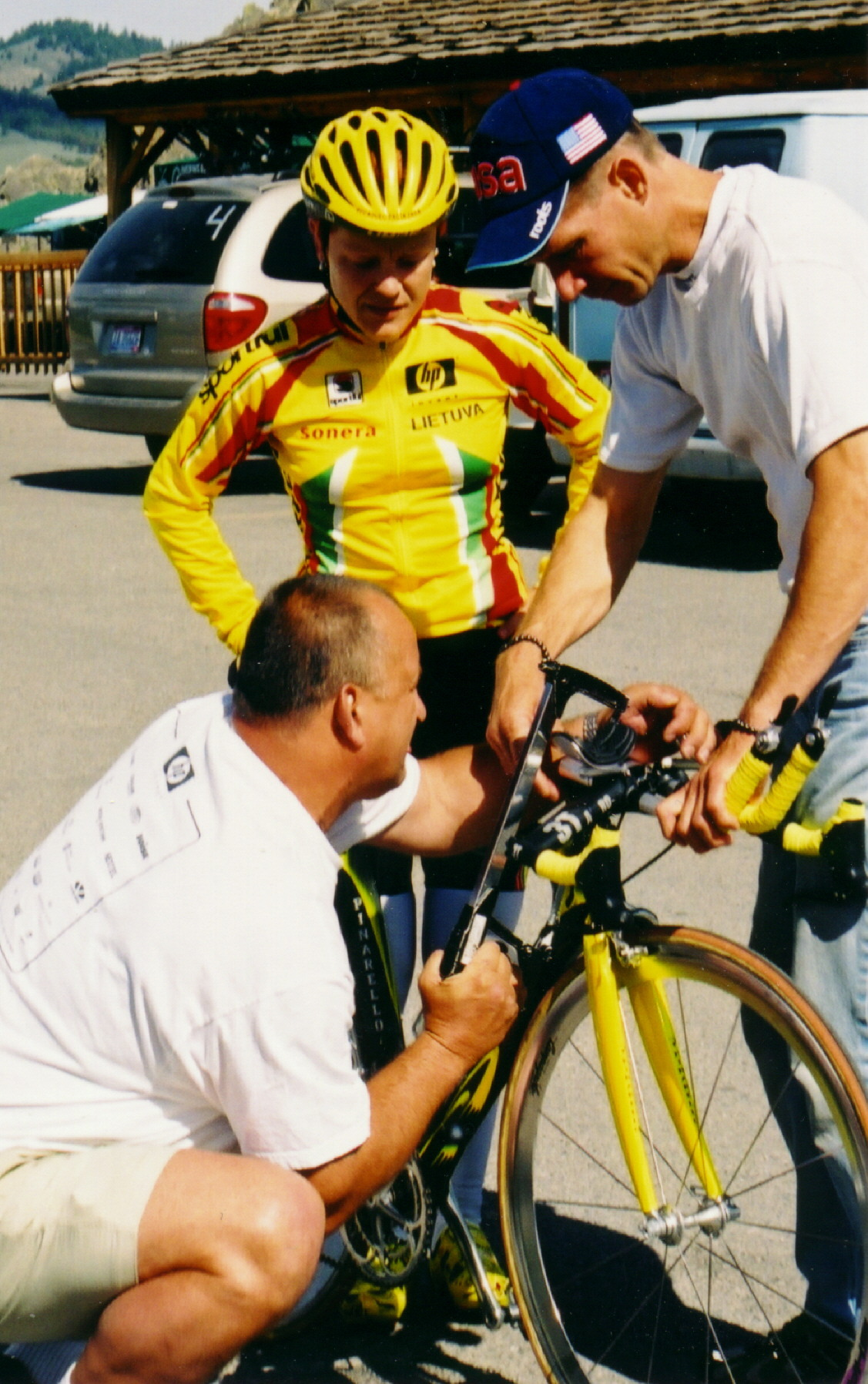
Тюнинг велосипеда